# Tortúra
A tortúra a kínvallatásra az inkvizíció idejéből fennmaradt elnevezés. Eredetileg különböző fokozatú kínzások sorozata volt, meghatározott sorrend szerint. Bodó Mátyás a szinte magyarországi büntetőtörvényként használt 1751. évi könyvében 11 fokozatú tortúráról tett említést. A bíró határozta meg, hogy az elítéltnek hány fokozatát kell kiállnia. Sokszor az eljárás azt a célt szolgálta, hogy a gyanúsított elismerje bűnösségét, így kivégzése formailag is indokolttá vált – ilyenkor a vádlott megtöréséig folytatták a próbákat.
Magyarországon a 18. század második felében tiltatta be II. József, felismerve azt, hogy birodalma hírének nem tesz jót az ártatlanul, de a kínzások hatására mindent bevalló emberek kivégzése.

## Fokozatok

### 1. A bíró által a kínvallatással történő fenyegetés
A bíró szóbeli fenyegetéssel próbálja rávenni a gyanúsítottat, hogy vallja be bűneit. Az áldozat legtöbbször már itt bevallott mindent, hiszen a következő fokok ismertek voltak, így inkább önmagára vállalta a vétket akkor is, ha ártatlan volt, elkerülve ezzel a következő pokoli próbákat.

### 2. A hóhér általi fenyegetés
A gyanúsítottnak a hóhér precízen felvázolja a következő fokoknál alkalmazott eljárások alkalmazását, az azokkal járó fájdalmakat és egyéb következményeket. Ha volt más, már magasabb fokon bűnhődő elítélt, akkor a hóhér gyakorlati bemutatót is tartott, esetenként aktív részvételre kötelezve az elítéltet.

### 3. A bakó előkészületei, a kínzóeszközök bemutatása
Az áldozatot levetkőztették, kezeit, illetve lábait összekötözték. Az alkalmazandó eszközökkel az  arca előtt csattogtattak, illetve zajt keltettek, esetleg felforrósított vasdarabot közelítettek a teste felé egészen addig, míg még nem okoztak vele sérülést.

### 4. A kezek és az ujjak összeszorítása vékony zsineggel
Ennél a foknál az ujjakat és a végtagokat egy hajszálvékony, de erős teherbírású zsineggel összekötözték, így a húsba hatoló kötél erős vérzést, és nagy fájdalmat okozott.
Ha az elítélt még ilyenkor sem tört meg, akkor zsineget kötöttek a nemi szervére is (nő esetén a mellbimbóra). Eme fokozat után ha a vádlott felépült is, már sosem lett teljes értékű ember.

### 5. Létrára fektetés, a test és a végtagok erőszakos nyújtása
Az elítéltet egy létra-, vagy padszerű szerkezetre fektették, majd hatfelé csigákhoz rögzítették. A folyamatos nyújtás eredményekét a végtagok ínszalagjai elszakadtak, és a végtagok kifordultak helyükről. Egy kisebb csigához kötötték a nemi szervet és a köldököt is. Ha a hóhér nem megfelelő körültekintéssel dolgozott, akkor az áldozat elájult, és megfulladt.

### 6. A test égetése felforrósított vasdarabbal
Az áldozat testéhez különböző pontokon izzó vasrudakat nyomtak, melyek elégették a bőrt, nagy fájdalmat okozva. A hóhér a kínzás közben hideg vízzel locsolta az áldozatot.

### 7. Az ujjak összepréselése, éles vas nyelv alá helyezése
Az ujjakat satuba szorították, majd folyamatos szűkítését addig folytatták, míg az ujjak teljesen fel nem szakadtak, a körömágy szét nem nyílt. Általában ilyenkor a nyelv alá egy élesre fent vékony vasdarabot tettek, így a kínzás alatt az áldozat önmaga nyelvét roncsolta szét a mozgatásával. E fok befejezése után a vádlott már nem tudott vallomást tenni, mivel a nyelve hiánya, illetve nagyfokú roncsolódása ezt megakadályozta.

### 8. A test forró fémmel vagy szurokkal égetése
A fekvő testre forró viaszt csepegtettek, majd apró szalma, vagy más éghető anyagból készített golyóbisokat gyújtottak meg véletlenszerű sorrendben. Súlyosabb esetben forró szurkot használtak, mely azonnal beleégve a bőr mélyebb rétegeibe hosszan tartó, igen nagy fájdalmat okozott.

### 9. A leborotvált fejre csöpögtetett hideg víz alkalmazása
Az áldozatot egy sötét lyukban felkötözték, majd a fejére általában egy pár másodperc gyakorisággal jéghideg vizet csepegtettek. A monoton módon, rendszeresen cseppenő hideg víz súlyát az elítélt egyre nehezebbnek vélte, és rettegéssel várta a következő csepp hideg vizet. Hosszabb ideig tartó alkalmazása után a fogoly megbolondult.

### 10. Olvadt fém cseppentése a testre
Megolvasztott fémet öntöztek, vagy cseppentettek a test egy-egy pontjára, mely a testbe égve hosszan tartó fájdalmat okozott a kihűléséig. Az áldozat legtöbbször nem élte túl a próba után fellépő fertőzéseket.

### 11. Fa-satu  (spanyolcsizma) alkalmazása a lábra
Az áldozat lábát vastag deszkák közé szorították, és négy deszkalapot a lábhoz is kötöztek. Ezután a deszka és a láb közé éket kalapáltak, a bíró ítéletétől függően több darabot. Az ékek által összeszorított deszkák a lábak valamennyi csontját szilánkosra törték.

## Hatása a nyelvre
Ráth-Végh István arról ír A Sátán és cimborái című könyvben, hogy a kínvallatás egyes elemei leszivárogtak a köznyelvbe.
A hüvelykszorítót egy csavarral, avagy sróffal húzták egyre szorosabbra. Volt, akiből ki tudták srófolni az elvárt választ, de olyan is, aki körömszakadtáig tagadott.
A nyújtón a gyanúsított bokáit és csuklóit megkötözték, majd a szerkezet alján levő görgő segítségével nyújtották a testét. Feszült a test; a kihallgató feszült figyelemmel várta a választ a feltett kérdésre, de a nyelv ma is őrzi, hogy ha megfeszülök sem tudok mást mondani.
A gyanúsított csuklóit a háta mögött összekötözték, majd csigával a magasba húzták. A kihallgató felcsigázott érdeklődéssel várta a választ a függőben levő kérdésre. A kihallgatás végére a gyanúsított elcsigázott lett.